# 古舘伊知郎
古舘󠄁 伊知郎（ふるたち いちろう、1954年〈昭和29年〉12月7日 - ）は、日本のフリーアナウンサー、司会者、YouTuber、立教大学客員教授。元テレビ朝日アナウンサー。フリー転身後はニュースキャスターも務めた。古舘󠄁プロジェクト所属。

## 来歴
生い立ち、教育
浜野繊維工業で管理職をしていた（後に社長となった）古舘󠄁順太郎と、安也子（旧姓 堀口）の間に誕生。父と母は、それぞれの父親（すなわち伊知郎の両祖父）が中国大陸・青島に移住し商売をしていた時以来の縁があり、安也子が日本で女学校に進学した折に家庭教師として順太郎が選ばれたこともなどでも縁が深まり、2人は結婚することになったという。
東京都北区で育つ。本人が29歳の時に、両親が板橋駅商店街近くのこの実家の土地を売ったが、商店街に出店していた寿司店（金寿司）が買い取ってビルを建設し、今も同じ場所で営業中。本人曰く「この寿司屋はほぼ実家の感覚」（2023年8月19日放送、TBS系『人生最高レストラン』より）。
北区立滝野川第二小学校、千代田区立今川中学校（現：千代田区立神田一橋中学校）、立教高等学校（現：立教新座高等学校）、立教大学経済学部経済学科卒業。
経歴
1977年、全国朝日放送（テレビ朝日）にアナウンサーとして入社。この年の4月に日本教育テレビ（NET）からテレビ朝日に改称しており、テレビ朝日の一期生であった。当時テレビ朝日はモスクワ五輪の独占放映権を得ており、その関係でアナウンサーを大量採用したため、この年は異例ともいえる男女10人近い採用となった。同期には吉澤一彦、宮嶋泰子、渡辺宜嗣、中里雅子らがいる。同年7月には、新日本プロレスの実況中継番組『ワールドプロレスリング』担当に配属され、越谷市体育館での長州力VSエル・ゴリアス戦で実況デビュー。
1980年からは『ワールドプロレスリング』で山本小鉄とコンビを組む。「おーーーーーっと!」「掟破りの逆サソリ」「名勝負数え唄」「人間山脈」「風車の理論」「エリート・雑草逆転劇」などの独特な表現は「過激実況」と呼ばれ、アントニオ猪木全盛期、新日本プロレスの黄金期を支えた。また、大発行部数を誇る週刊少年マガジンで連載されたマンガ『異能戦士』（小林よしのり）に古館一郎（ふるたち いちろう）のキャラで頻繁に登場し、プロレスファン以外にも知られる存在となった。なお、フリーになった直後の1984年9月には、フジテレビ『オレたちひょうきん族』の「ひょうきんプロレス」のコーナーに、覆面アナウンサー「宮田テル・アビブ」（宮田輝のもじり）として出演した。「奮い立ち伊知郎」と名乗り覆面を被って出演したこともある。しかし、NGを出してひょうきん懺悔室に送り込まれ、水を被り、正体を明かした。
1984年6月にテレビ朝日を退社後、7人の仲間と企画集団「古舘プロジェクト」を設立し、フリーアナウンサーに転身。
局アナ時代から10年以上担当したワールドプロレスリングの実況を1987年3月に勇退し、その後は1989年から1994年までフジテレビのF1放送や、競輪における特別競輪（現：GI）決勝戦の実況中継等で人気を博す。また、テレビ番組の司会者としても、『夜のヒットスタジオDELUXE』を皮切りに、各局でレギュラーを持ったほか、マイク1本で2時間以上、1人でしゃべり続ける「トーキングブルース」を、1988年から開始した。
1987年6月12日、新高輪プリンスホテル（現グランドプリンスホテル新高輪）の飛天で行われた、郷ひろみ&二谷友里恵の結婚披露宴の司会を務めた。ウエディングケーキは二谷の手作りケーキで、入刀の際に古舘は「新婦の手作りのウェディングケーキ。高さを競うより心を競いたい」と言って拍手喝采となった。披露宴はフジテレビが「おめでとう郷ひろみ・二谷友里恵結婚披露宴」と題して大々的に中継し、テレビ中継の視聴率は、史上最高の47.6%、瞬間最大視聴率58.5%を記録。
NHKと民放キー局5社で全てレギュラー番組を持ち、1988年には映画『スウィートホーム』、1991年にはNHK連続テレビ小説『君の名は』に出演するなど、俳優業にも挑戦した。また、テレビ朝日の『ニュースフロンティア』でのキャスターも担当。
1994年 - 1996年には、NHK『NHK紅白歌合戦』の白組司会を担当、史上初の民放のアナウンサー出身の紅白司会者となった。元々紅白の司会を目指していたとも話している。97年に中居正広にバトンタッチしたことが発表された日、古館が自殺したというフェイクニュースが各マスコミにばらまかれて困惑したという。
1989年、アントニオ猪木がスポーツ平和党から参議院選挙に立候補した時には、「国会に卍固め、消費税に延髄斬り」というキャッチコピーで応援した。
世界水泳では2001年の日本・福岡大会と2003年のスペイン・バルセロナ大会を2大会連続で特別実況し、世界陸上では1999年のセビリア大会から2001年エドモントン大会にかけて、女子マラソンの実況を担当。
2004年4月5日、『ニュースステーション』の後継番組である『報道ステーション』の初代メインキャスター（アンカーマン）に就任。他局のレギュラー番組や、CM出演を相次いで降板した。以後、後の降板まで仕事は基本的に『報道ステーション』に絞っていた。週刊誌のインタビューについても『報道ステーション』開始後は応じていなかったが、2014年には『AERA』（七月十四日号）の取材に応じている。『報道ステーション』担当後も日本テレビ『おしゃれカンケイ』のみ2005年3月まで出演を継続した（こちらについても『報道ステーション』専念のために降板を示唆し、番組は打ち切りとなった）。
2006年7月3日放送の日本テレビ『みのもんたの“さしのみ”』へのゲスト出演を最後にテレビ朝日以外での番組出演を、2008年5月6日放送のテレビ朝日『テスト・ザ・ネイション』を最後に『報道ステーション』以外の司会およびバラエティ番組の司会は『報道ステーション』を降板するまで行わなかった。
2015年12月24日に『報道ステーション』の降板を発表。これは61歳の誕生日を迎えた17日後の出来事で、「現在のキャスターの出演契約を2016年春で満了とする事で合意したこと」と、「自ら新しい挑戦をしたい」とする古舘の意思を尊重してのものである。12月24日には降板説明記者会見を開き、「不自由な12年間だった。言っていいことと、いけないこと…大変な綱渡り状態でやってきた」「今日もずっとインターネット（の反応）を見ていたら、『古舘降板だってさ。やったぜ!』っていうのがありまして、一番印象に残りました（笑）。『ああ、そういう人はいっぱいいるんだなー』って…そういう人には『よかったですね』と言いたいですし、『育ててくれてありがとう』とも言いたいです」と記者団に向かって快活に答えた。その後、『報道ステーション』のメインキャスター（アンカーマン）を2016年3月31日をもって降板。
同年6月1日、恵比寿アクトスクエアで行われた公開トークイベント「微妙な果実〜トーキングフルーツ」で活動再開。古舘によると、「トーキングブルース」復活を促したのはテレビ朝日の早河洋会長だという。
同年11月よりフジテレビにて『フルタチさん』、『トーキングフルーツ』を担当することが決定。なお同年7月、10月からのレギュラー番組が一切決まっていないと発言していた。レギュラー番組が中々決まらなかった状況について、女性誌記者が「その原因はテレビ局にとって古舘が高い買い物だと思われてしまったからです」と推測していた。古舘は当初簡単にレギュラー番組は決まると思っていた節もあったという。
2018年10月期放送のTBS日曜劇場『下町ロケット』にレギュラー出演し、NHK連続テレビ小説『君の名は』以来27年ぶりに俳優業に挑戦。2019年4月、立教大学客員教授に就任。2020年度前期放送の『エール』で、NHK連続テレビ小説に29年ぶりに出演。
2020年よりYoutubeを開始。2022年1月に登録者数10万人を突破。
2022年1月25日、新型コロナウイルスの感染を発表。同年2月1日に隔離期間が終了した。古舘は2021年7月に行われた堀江貴文との対談で新型コロナウイルスワクチン接種反対派として「効果や副作用について『半信半疑』」と主張していたが、その翌月にワクチン接種を2回目まで行っており、復帰時に「私は高齢者ですけど重症化を防いでる一部にワクチンが寄与しているな、とも痛感しました」とコメントしている。

## 人物

### 家族
母と姉は喋り達者であり、喋る隙さえ与えられず無口な少年だった。小学生になっても人前で喋ることが苦手、朗読の時間は寝たふりをしていた。小学生の頃、健康優良児を目指して食べまくった結果“無口のデブ”になった。いつになっても越えられない優秀な実姉へのコンプレックスから出会ったのがプロレスであり、200名以上のプロレスラーを丸暗記。そこに立ちはだかったのが母親で、外国の俳優・女優の名前を全部暗記していた。こうして始まったのが、どちらかが言えなくなるまで続ける映画俳優vsプロレスラーの記憶勝負、この対決が喋ることへの目覚めだったとしている。
1987年7月に日本航空の元客室乗務員と結婚。1男2女の父親。長女は吉田明世の同級生であり、吉田が幼少の頃より彼女とも親交がある。長男・佑太郎はThe SALOVERSのボーカリストを経て俳優として活動している。娘2人はいずれも既婚者であり、彼女らの結婚式では父親の古舘が直接司会を務めた。
1991年、姉が癌で他界。この時、それまで特に親しくなかった逸見政孝は、フリーアナウンサー同士で身内を癌で亡くしたという同じ経験を持つことから古舘にお悔やみの手紙を送った。ここから2人の間に交流が始まり、逸見が癌で闘病中に日本テレビ『クイズ世界はSHOW by ショーバイ!!』の司会を代行している。なお、逸見は会見前に自身が癌であることを伝えていた。古舘は告白を聞き、何も言えなかったという。逸見の見舞いにも訪れたとしている。
2012年5月28日、母が死去。姉と同じく癌によるものだった。母の入院先は姉と同じ病院を選んだ。姉の癌が発見される前、体調不良を訴えてある病院に通院していたが、何度通っても診断は「大丈夫」という言葉だけで「おかしい」と思い、別の病院に切り替えたところで癌と判明した。発見が遅すぎたため「最初からその病院だったら姉は死なずに済んだかもしれない」と後悔していたことにもよる。
『報道ステーション』で多忙を極める中、姉以上に献身的に看病したという。同日夜、『報道ステーション』開始の数時間前に母が息を引き取り、局内での番組の打ち合わせ中に訃報を聞いたという。姉と同様、仕事で母の最期を看取ることはできなかった。母が亡くなってから数時間後に始まった『報道ステーション』の生放送では、普段と変わらぬ様子で、淡々とニュースを伝えた。

### 趣味・ファン歴
中学時代からの吉田拓郎のファン。拓郎とは自身が司会を務めた『おしゃれカンケイ』（2000年6月18日）で共演した。

### 交友・人間関係
THE ALFEEの高見沢俊彦とは親友。『古舘伊知郎のトーキングブルース』のステージで使用する楽曲の提供を毎年行っており、それらをまとめたCDアルバムが発売されている。
プロレスファン以外の視聴者にも古舘の名が一躍認知されるようになった端緒は、1985年のフジテレビ『夜のヒットスタジオ』の司会抜擢だった。当時民放各局に乱立していた音楽番組の中でも抜きん出た番組であり、そこにフリー転身から1年しか経たない抜擢について、当時の視聴者から危惧の声が上がっていた。その当初の視聴者の反応も、当時の『夜のヒットスタジオ』の看板司会者であった芳村真理の強い後盾もあったためか不安の声は聞かれなくなり、司会者としてのキャリアを上げる大きな契機となった。1988年に芳村は番組を勇退し、自身も独立早々の苦境時に最初に使って貰ったという恩義から、『夜のヒットスタジオ』、そして芳村に対しての強い敬意の念を抱いている（『SmaSTATION!!』に出演した際にこのことを述べている）。結婚式の仲人は芳村夫妻が務め、芳村とは家族ぐるみの親交を続けている。
2003年、『ニュースステーション』のメインキャスターを務めた久米宏は「後を受け継ぐ古舘さんに何かメッセージありますか?」と記者に尋ねられた際（久米の『ニュースステーション』降板表明会見より）、「いや、番組はなくなるって聞いていますから。存在しない番組に司会者が存在するわけないでしょ」と回答した。これに対し、先述した『AERA』のインタビューで「（久米を）冷たい男だなと思いましたけど」「それから久米さん嫌いになったんですけど」と述べた。その後には「半分は大先輩だと思って尊敬している。半分は嫌いっていうところに落ち着くんだけど」と語った。ただし、その後久米は「いかにつらいか、大変さが手に取るように分かる。（最近は）見ていないけど、無意識のうちに避けているのかもしれない」「自分は家を土台から造った。自由に造って来た。でも、彼はその土台を壊す事をさせてもらえずに、建物を造る様にさせられている。その事に苦労していると思う」と気遣うコメントをしたことがある。
久米は「古舘君をはじめ、かなり人が勘違いしている。僕が『ニュースステーション』でかなりしゃべったというイメージを持っている方が多いんですが、ほとんどのニュースに関して、リード原稿は僕が読んでいたんです。僕が原稿を読んでいる時間が結構あったのを、フリートークだと思い込んで見ていた人がかなり多かった。このぐらいの時間、しゃべらないといけないんじゃないかと、後任者が思い込んだ可能性はあるんです。僕が本当にフリートークで話した時間は、短い時は2秒ぐらいですからね」とも述べている。
同級生で親友だった男性が、平井理央の叔父（父の弟）だった。
講談師の6代目 神田伯山（本名：古館克彦）は遠縁にあたる。

### 愛称
親友の高見沢俊彦からは「いっちゃん」と呼ばれている。テレビ朝日時代の同期の南美希子からも「いっちゃん」と呼ばれている。また、『夜ヒット』で司会コンビを組んだ芳村真理（上記の通り、古舘夫妻の結婚式の媒酌人も務めた）や加賀まりこからは「伊知郎さん（または伊知郎ちゃん）」と呼ばれている（ただし、両者共にこの呼び名で古舘を呼ぶのは番組出演以外の場のみで番組共演時は主に「古舘さん」の呼称を使っていた）。

### 影響
「トーキングブルース」は山里亮太、若林正恭、カンニング竹山といったお笑い芸人たちにも影響を与えている。

### その他
『報道ステーション』を受け持った時期の年収は、同番組以外からの物を含めて5億円程度とされる。12年間でのギャラ総額について、本人曰く「世田谷、一等地、50軒分位」に相当する。
長きにわたる実況人生の中で、全日本古武道選手権とTBS『筋肉番付』のGHOST CHAIRが2大地獄と語っている。

## エピソード
1985年、『夜のヒットスタジオDELUXE』の司会のオファーを受ける際、フジテレビに呼ばれて出向いた時にプロデューサーから「極秘な話」として台本を渡されたが、そこにあったのは「木曜夜9時　歌とバラエティーの新番組」というダミーの新番組だった。所属事務所で検討した末にオファーを受けることになったが、そこでフジテレビ側から初めて、実はこれは『夜のヒットスタジオDELUXE』の司会だったことを伝えられる。これについて古舘は「もし断ったら、（自分に代わってなった）後任の方にも迷惑かける」からということでダミーの番組を仕立てて交渉に当たるという、念には念を入れた局側の意図があったのではといったことを話している。
1994年・1995年の紅白において、両組司会コンビを組んだ上沼恵美子とは、この共演が原因で確執が生じたとされる。1996年の紅白における両組司会もこの2人を起用する方向で話が進み、古舘は続投したが、上沼は古舘との確執を理由に拒否したと伝えられている。
2016年8月8日、太田光（爆笑問題）の母親が他界し、同月14日に東京・青山葬儀所にて執り行われた葬儀・告別式に、親族側で列席し、一度も会ったことがない太田の母親の棺を持った。
TBS『SASUKE』の総合実況を1997年の第1回大会から担当し、2003年の第12回大会を以て勇退した後は、1度も収録現場の緑山スタジオには顔を出していなかったが、後輩の安住紳一郎が2018年の大晦日に横浜赤レンガ倉庫にて生放送で実況担当になった際、現地に赴いて安住に応援の言葉を投げ、大会出場者の挑戦を見ずに帰ったという。

## 報道ステーション関連
『報道ステーション』開始は2004年4月だが、その3年位前から早河が古舘プロジェクトの会長に対し、「『ニュースステーション』の後を古舘でお願いしたい」という打診があった。スポーツ実況やバラエティ番組、「トーキングブルース」等々、娯楽もので生きていきたいという思いからその打診を長らく断っていたが、早河に「自由にあなたの絵を描いて」と言われたため最終的に引き受けた。降板する2年位前に早河に「辞めさせてほしい」と申し出たが、契約があと2年残っているということで、「もうちょっと頑張ってよ」と言われ踏み止まった。
『報道ステーション』のメインキャスター担当時、3年間自身の拘りから「こんばんは」の挨拶をしなかった時期がある。この件に関し、視聴者から苦情が寄せられていたが、止めなかったという。しかし、プロデューサーから「いい加減にしてくれ」「もう無駄な拘りは止めてくれませんか」と厳重注意を受け、それ以降態度を改めて挨拶をするようにしたと話している。
『報道ステーション』時代、視聴者から毎日自身のもとへ100件以上の電話・メール（本人曰く「95%以上が誹謗中傷」）が寄せられ、それら全てに目を通していることを明かしていた。古舘は「そりゃ傷つくよ、メッタ打ちされるからな」と言いつつも、そんな心ない声にも「強烈な俺のファンじゃないか。ありがとうありがとうって無理矢理言い聞かせる」と発言。新聞6紙（朝日・読売・毎日・産経・東京・日経）を購読・熟読していたとも話している。なお、『報道ステーション』時代、毎日息苦しい思い（鬱憤が溜まったとも）をし、帰宅は2・3時頃だったことも明かす。また、『報道ステーション』のメインキャスター降板後に「あのキャスター黙らせろ」「すぐ謝罪しないと困る」など、民主党政権からの圧力があったことを明かしている。
2016年3月31日放送の『報道ステーション』出演最終日では、番組終盤に約8分間にわたって視聴者に向けて挨拶した。古舘は降板理由について「窮屈になってきました」と明かした上で「自分なりのしゃべりや言葉で皆さんを楽しませたいというわがままな思いが強くなった」と告白。続けて「巷でですね、何らかの圧力がかかってやめさせられるということでは一切ございません。それが真相です」と安倍政権や放送法遵守を求める視聴者の会からの圧力を否定する主張をした。また、朝日新聞5月31日朝刊では「画面上、圧力があったかのようなニュアンスを醸し出す間合いを、僕がつくった感はある」と述べている。また、古舘は自身の報道姿勢について「空気は一方向に流れがち。だから、誰かが水を差さなければならない」という、コメンテーターとして『報道ステーション』に出演していた中島岳志が、かつて番組内で述べた文言を引用した上で「人間は少なからず偏っている。情熱を持って番組を作れば多少は番組は偏るんです」とそれらの報道姿勢を貫いた自身の理念を説明した上で、最後は「人の情けに掴まって、折れた情けの枝で死ぬ。『浪花節だよ人生は』の一節です。死んでまた再生します！みなさん、本当にありがとうございました！」と深々と頭を下げ12年のメインキャスター生活にピリオドを打った。『報道ステーション』のメインキャスターを降板する際、他局でも「古舘伊知郎が報道ステーションのメインキャスターを降板」が取り上げられた。なお『報道ステーション』のメインキャスター降板後も、テレビ朝日への直接の出演も積極的に行っている模様。
古舘は『報道ステーション』を担当したことについて新聞記者出身だった筑紫哲也、岸井成格と比較し「外交、政治、経済にくわしくもない、ど素人が、重い任を背負ってしまった」と述べている。
自身のメインキャスター就任が決まった際、前任者の久米から冷たい対応をされた時とは対照的に、自身の後任の富川悠太に対しては、過去の仕事ぶりを褒め称え、視聴者にも「よろしくお願いします」と呼びかけたり、「悩んだ時は相談してほしい」など、熱いエールを送った。その一方で富川がメインキャスターを担当している『報道ステーション』については「時折見ている」としており毎日見ているわけではないことを述べ、その理由として「嫌な突っ込みじじいになっちゃうから」と述べている。なお富川とは、その後も交流を続けている。

## 出演・作品

### テレビ番組

#### 司会・実況
- ワールドプロレスリング（1977年 - 1987年、テレビ朝日系）
- 競馬中継（テレビ朝日） - 実況
- おはようテレビ朝日（1981年4月 - 1982年3月、テレビ朝日）
- アフタヌーンショー（テレビ朝日） - 事件レポーター
- 夢のビッグスタジオ（1982年、テレビ朝日）
- 爆笑!!ドットスタジオ（1982年10月 - 1983年6月、テレビ朝日）
- 輝け！第13回日本歌謡大賞（1982年11月17日、テレビ朝日） - 審査会場リポーター
- ぶったま!ピープー（1983年、テレビ朝日） - くりそつオナゴプロレス実況
- スポーツUSA（1984年 - 1987年、テレビ朝日）
- スポーツ宝島（1984年4月 - 1984年6月、テレビ朝日）
- 森田一義アワー 笑っていいとも!（1984年10月 - 1987年9月、フジテレビ系） ※木曜日担当「撃突!たべるマッチ」コーナー
- 笑っていいとも!増刊号（フジテレビ系） - 同上
- アッコ・古舘のゆうYOUサンデー!（1984年10月 - 1985年3月、TBS）
- アッコ 古舘のあっ!言っちゃった!（1985年4月 - 9月、TBS）
- アッコにおまかせ!（TBS系） ※番組開始当初
- 夜のヒットスタジオDELUXE → 夜のヒットスタジオSUPER（1985年10月 - 1990年10月3日、フジテレビ）- 司会
- どっちDOTCH!（1986年2月 - 6月、よみうりテレビ・日本テレビ）
- オシャレ30・30（1987年1月 - 1994年6月、日本テレビ）
- おめでとう郷ひろみ・二谷友里恵結婚披露宴（1987年6月12日、フジテレビ） - 披露宴総合司会
- FNS歌謡祭（1987年 - 1989年、フジテレビ）
- クイズこれはウマい!（1988年4月 - 1989年3月、TBS）
- 地球発19時（1988年4月 - 1991年9月、毎日放送） ※不定期出演
- とれんでぃ9（1988年10月 - 12月、テレビ朝日）
- JOCX-TV2・AUTO倶楽部（1988年、フジテレビ）
- フジテレビF1中継 （1989年 - 1994年、フジテレビ）
- F1ポールポジション（1989年 - 1994年、フジテレビ）
- クイズ!世にも不思議な逆回転（1989年5月 - 1990年3月、フジテレビ）
- TV PLUS PRESS（1990年4月 - 1991年3月、フジテレビ）
- ニュースフロンティア（1991年4月 - 1992年3月、テレビ朝日）
- ゲーム数字でQ（1991年4月 - 1993年3月、NHK総合）
- どうにも語タク族（1991年10月 - 1992年3月、TBS）
- Goodジャパニーズ （1992年4月 - 9月、TBS）
- MJ -MUSIC JOURNAL-（1992年10月 - 1994年3月、フジテレビ） - 司会
- プロ野球ニュース（フジテレビ系） 1993年　F1担当、月曜日
- クイズ日本人の質問 → 新・クイズ日本人の質問（1993年4月 - 2003年3月、NHK総合）
- NHK紅白歌合戦（NHK総合・ラジオ第1） - 白組司会
  - 第45回（1994年12月31日）
  - 第46回（1995年12月31日）
  - 第47回（1996年12月31日）
- クイズ悪魔のささやき（1994年5月 - 1996年5月、TBS）
- オールスター感謝祭（1994年春 - 1995年春、TBS） ※94秋では30万円、95春では100万円獲得。
- おしゃれカンケイ（1994年7月 - 2005年3月、日本テレビ）[53]
- クイズ赤恥青恥（1995年 - 2003年、テレビ東京）[53]
- 筋肉番付→体育王国（1995年 - 2003年、TBS）[53]
- ニュースの女王決定戦（1995年、日本テレビ）
- 制作費100億使い切り特番! 世界最高 超豪華ゲーム!100万$の選択! THE BET（1995年・1996年、日本テレビ）
- 輝く日本の星!（1996年5月 - 1997年3月、TBS）
- しあわせ家族計画（1997年4月 - 2000年9月、TBS）[53]
- オフレコ!（TBS）2000年10月 - 2002年9月[53]
- 特別競輪決勝戦中継（1998年 - 1999年、テレビ東京）
- 世界水泳2001福岡&2003バルセロナ 特別実況（テレビ朝日）
- 国民クイズ常識の時間 → クイズ!常識の時間!! → ジョーシキの時間2（2002年10月 - 2004年3月、日本テレビ）
- 最大公約ショー（毎日放送・TBS）
- スーパークイズスペシャル（1997年春・1998年春・1998年秋、日本テレビ）
- SASUKE（TBS） - 実況
- 最強の男は誰だ!壮絶筋肉バトル!!スポーツマンNo.1決定戦（TBS）
- 生命38億年スペシャル・人間とは何だ!?（1997年、1999年、2001年、2003年TBS） ※2年に1回
- 第4学区（フジテレビ）[53]
- 親知らずバラエティー 天使の仮面!!（朝日放送・テレビ朝日）
- そんなに私が悪いのか!?（テレビ朝日）[53]
- サタッぱち 古舘の日本上陸（テレビ朝日）[53]
- サタッぱち 古舘の買物ブギ!!（テレビ朝日）[53]
- 古舘伊知郎流シネマの見方〜サイダーハウス・ルール〜（2000年7月1日、テレビ東京）
- スイスペ!「古舘伊知郎 The Interview」（2003年5月7日、テレビ朝日）[53]
- 和田アキ子歌手35周年オールスター祝賀会!（2003年10月25日、TBS）
- F1ドライバー・アイルトン・セナ緊急追悼特番（フジテレビ）- 司会
- クイズ世界はSHOW by ショーバイ!!（日本テレビ） ※逸見政孝の代理司会
- ビートたけしのTVタックル（テレビ朝日） ※バイク事故で休養していたビートたけしの代理司会
- FNSスーパースペシャル1億人のテレビ夢列島（フジテレビ）
- 初詣!爆笑ヒットパレード（フジテレビ系）
- テスト・ザ・ネイション（2003年 - 2008年、テレビ朝日） ※2006年を除き年1回放送[53]
- 報道ステーション（2004年4月5日 - 2016年3月31日、テレビ朝日系[53][54][55]）
- 選挙ステーション（テレビ朝日、衆議院選挙もしくは参議院選挙実施時に放送）[53]
- テレビ朝日開局50周年記念 特別番組 〜地球危機2008〜（2008年、テレビ朝日）
- 氷室京介 WOWOW SPECIAL〜DOCUMENT OF LAST GIGS〜（2016年6月26日、WOWOW） - ナレーション
- 人名探究バラエティー古舘伊知郎の日本人のおなまえっ!（2016年8月25日、NHK総合） - 司会[56] ※『報道ステーション』降板後、初の司会担当番組。
  - 人名探究バラエティー 日本人のおなまえっ! → ネーミングバラエティー 日本人のおなまえっ!（2017年4月6日 - 2022年3月17日、NHK総合） - 司会
- フルタチさん（2016年11月6日 - 2017年9月17日、フジテレビ） - MC[57][58][53]
- トーキングフルーツ（2016年11月9日 - 2018年3月21日、フジテレビ） - MC[58][53]
- 古舘がニュースでは聞けなかった10大質問!!だから直接聞いてみた（2016年11月9日、TBS） - 司会
- 古舘トーキングヒストリー〜忠臣蔵、吉良邸討ち入り完全実況〜（2016年12月10日、テレビ朝日） - MC・実況[59]
  - 古舘トーキングヒストリー〜戦国最大のミステリー 本能寺の変、完全実況〜（2018年1月6日、テレビ朝日） - MC・実況[60]
  - 古舘トーキングヒストリー〜幕末最大の謎 坂本龍馬暗殺、完全実況〜（テレビ朝日、2019年1月5日） - MC・実況[61]
- 華麗なる雑談〜古舘とジュニアと◯◯〜（2016年12月24日、テレビ東京） - MC
- 古舘伊知郎ショー（2017年3月18日・12月23日、テレビ朝日） - MC
- 阿修羅 1300年の新事実（2017年3月23日、NHK総合）
- おしゃべりオジサンと怒れる女 → おしゃべりオジサンとヤバい女（2017年4月15日 - 2018年9月29日、テレビ東京） - MC[53]
  - おしゃべりオジサンと怒れる日本人（2018年10月2日、BSテレビ東京）
  - おしゃべりオジサン ヤバイ・オブ・ザ・イヤー2019（2019年1月3日、テレビ東京）
- モノシリーのとっておき〜すんごい人がやってくる!〜（2017年11月3日 - 2018年9月14日、フジテレビ） - MC[57]
- 大谷翔平 超解剖!スペシャル（2018年3月30日、NHK総合） - MC
- ゴゴスマ -GO GO!Smile!-（2019年4月3日 - 、CBCテレビ） - タレント・コメンテーター（毎週水曜日）[53] ※キー局も含むTBS系列の放送局も一部を除き放送
- 祈り〜神と仏と〜（2020年4月27日 - 2021年1月23日、三重テレビ） - ナレーション
- INVITATION（2021年1月31日 - 2022年12月17日、WOWOW） - ナビゲーター[62][63]
- 明治のイノベーター 大隈重信（2021年10月15日、サガテレビ） - MC[64]
- ニュー試 あなたの脳をスキルアップ!（2022年1月15日 - 、NHK Eテレ） - MC
- 古舘伊知郎 闘いのワンダーランド（2022年3月 - 、スポーツライブ+） - MC[65]
- ゲーム実況バトル!DRAMATIC-MIC!!（2022年6月12日、テレビ東京） - 審査員・実況

### ラジオ番組
- 古舘　ヒコロヒーの時代は言葉で作られる（2022年8月19日・12月29日、NHKラジオ第1）
- 闘魂フォーエバー アントニオ猪木さんをしのんで（2022年10月23日、NHKラジオ第1） - MC
- 古舘伊知郎の赤坂野郎90分（TBSラジオ）[1]
- 安住紳一郎の日曜天国（2019年10月20日、TBSラジオ） - パーソナリティー・安住紳一郎（TBSテレビアナウンサー）夏季休暇時の代理
- 古舘伊知郎 フル・タッチ歌謡曲（ニッポン放送）[1]
- 不二家歌謡ベストテン（ニッポン放送）[1]
- 銀座音楽祭（1985年、ニッポン放送） - 司会
- 古舘伊知郎のパワフルタッチのまるごと遊ビジョン（ニッポン放送）
- 古舘伊知郎の独占!オールニッポンヒット歌謡（ニッポン放送）[1]
- フルフルサタデー 古舘伊知郎のどきどきモンスター（ニッポン放送）
- 古舘伊知郎のオールナイトニッポンGOLD （2016年10月21日 - 2022年3月4日、ニッポン放送） - パーソナリティー
- うしみつドキドキ! 古舘伊知郎×本田剛文のおしゃべり道場（2021年4月6日 - 、CBCラジオ）

### ウェブテレビ
- キャリアドラフト（2023年10月6日 - ） - MC
- For JAPAN（2024年4月5日 - ）- MC、BS11から移籍

### 舞台
- トーキングブルース（1988年 - 2003年、2014年）
- トーキングフルーツ（2016年）

### テレビドラマ
- 暴れん坊将軍II 第22話「十手を下さい お奉行様!」（1983年、テレビ朝日） - 与力 役
- 意地悪ばあさん GO!GO!!ハワイの巻（1984年10月、フジテレビ系、月曜ドラマランド）
- 月曜ドラマランド「ヨイショ君」（1985年5月、フジテレビ系） ※初の主演作
- 制作2部青春ドラマ班 （1987年、テレビ朝日）
- ドラマ23「殺したい女」（1988年3月、TBS系）
- ゴリラ・警視庁捜査第8班 第1話「ポリス・アドベンチャー」（1989年、テレビ朝日） - 番組解説
- 連続テレビ小説（NHK総合）
  - 君の名は（1991年4月 - 1992年3月） - 本間定彦 役
  - エール 第22、25回（2020年4月28日、5月1日） - 鶴亀寅吉 役[20][66]
- 豆腐プロレス（2017年1月22日 - 7月2日、テレビ朝日） - 古舘伊知郎（本人役）
- 下町ロケット（2018年10月14日 - 12月23日、TBS系） - 重田登志行 役[18]

### 映画
- ウルトラマンZOFFY ウルトラの戦士VS大怪獣軍団（1984年、松竹） - ウルトラマンと怪獣の名勝負を実況
- スウィートホーム（1988年、東宝、監督/脚本：黒沢清） - テレビ取材班のカメラマン・田口亮 役 ※山城新伍、伊丹十三、宮本信子らと共演

### 吹き替え
- アリータ: バトル・エンジェル（2019年） - 実況アナウンサー役[67]

### アニメ
- ウォナビーズ（1986年） - 実況アナウンサー 役

### ゲーム
- 筋肉番付vol.1〜俺が最強の男だ！〜（PlayStation）
- 筋肉番付vol.2〜新たなる限界への挑戦！〜（PlayStation）
- 筋肉番付〜ROAD TO SASUKE〜（PlayStation）
- 筋肉番付vol.3〜最強のチャレンジャー誕生！〜（PlayStation）
- 筋肉番付 マッスルウォーズ21（PlayStation 2）

### CM
- いすゞ自動車「フォワード（エアサスペンション装備車）」（1984年）
- 角川書店「ザテレビジョン」（1984年）
- 三楽「ホワイトパック」（1984年）
- キッコーマン「つゆ処」（1985年）
- NTT「キャプテンシステム」（1985年 - 1986年）
- ハウス食品「ハウスのグラタン」（1985年）、「細打名人」（1994年 - 1995年、高橋英樹と共演）[68][69]
- 大正製薬「サモン内服液」（1987年）
- 味の素「味の素ギフト」（1988年、加山雄三と共演[注 7]）
- メガネスーパー（1987年 - 1995年）
- ワーナー・ランバート「ホールズ」（1989年）
- キリンビバレッジ「JIVE」（1989年）
- 興和「キャベ2」（1989年）
- NEC「EWS4800」（1992年）
- 東レ「トレビーノ」（1993年 - 2000年）
- ホンダプリモ店・F1キャンペーン（1994年 - 1996年頃）
- JT「フロンティア・ピュア」（1997年）
- 日本自転車振興会「競輪」（1998年）
- 三共（現：第一三共ヘルスケア）「新三共胃腸薬」（2000年 - 2002年）[70]
- トヨタファイナンス「ティーエスキュービックカード」（2001年 - 2003年）[70]
- ドワンゴ「イロメロミックス 古舘伊知郎 着と～く」（2003年 - 2004年）[71]
- ソフトバンク 白戸家シリーズ（2016年）
  - 「友達来る（玄関）」篇、「友達来る（リビング）」篇 - 上戸彩・樋口可南子と共演[70]
  - 「スポナビ強化篇（B.LEAGUE）」篇「ピンボール」篇、「ゴジラ実況中継」篇[70]
- ソニー・インタラクティブエンタテインメント「グランツーリスモSPORT」（2017年）[70]
- 明治「PA-3」（2019年）[70]
- ENEOS「ENEOS サービスステーションアプリ 給油実況編」（2022年）[72]

### 書籍
- 過激でどーもすいません（全国朝日放送、1984年3月。ISBN 488131050X）
- おぉーっと!掟破りの言いたい呆題（全国朝日放送、1984年9月。全国書誌番号:85040780、OCLC 673424679。）
- 晴れた日には、会社をやめたい（扶桑社、1986年7月。ISBN 4893530992）
- くちびるにガムテープ（日本文芸社、1989年10月。ISBN 4537021527）
- 喋らなければ負けだよ（青春出版社、1990年5月。ISBN 4413015266）
- えみちゃんの自転車 －最愛の姉をガンが奪って（集英社、1991年9月。ISBN 4087482162）
- 新説 F1講座（勁文社、1991年10月。ISBN 4766915089）
- 母なる映画・父なるビデオ（講談社、1997年10月。ISBN 4062089181）
- 第4学区（集英社インターナショナル、2000年9月。ISBN 4797670185）
- そして世界は狂いはじめた（新潮社、2001年12月。ISBN 4104496014）
- 記憶がウソをつく!（扶桑社、2002年10月。ISBN 4594037453）
- 日本語 息・活・粋 －7時間ぶっとおしトーク・ライブ!（小学館、2003年2月。ISBN 4093874301）　齋藤孝との共著。
- ハシモトシノブ人〜言語思考回路の車線変更（ワニブックス、2004年3月。ISBN 4847015460）
- 言葉は凝縮するほど、強くなる-短く話せる人になる! 凝縮ワード（ワニブックス、2019年7月。ISBN 4847098196）
- MC論 - 昭和レジェンドから令和新世代まで「仕切り屋」の本壊（ワニブックス、2021年8月。ISBN 4847070674）
- 伝えるための準備学（順文社、2024年7月。ISBN 4809420000）
- 人生後半、そろそろ仏教にふれよう（PHP研究所、2024年7月。ISBN 4569857396）

### レコード・CD
- 「燃えろ!吼えろ!タイガーマスク」（1982年8月、RCA） - 初代タイガーマスク入場テーマ曲
- アルバム「大過激」（1984年11月1日、CBSソニー）
  - ネタだけではなく、「昭和の恋の物語」「おーっと!俺を呼んでるぜ」では歌も披露している（両曲ともサンプラザ中野作詞、「おーっと!俺を呼んでるぜ」では大友康平・鈴木雅之と共演）。しかし、シングルカットされたのはネタの「史上最大の女子大生ナンパ大作戦」
- 「男と女のはしご酒」（ 1987年11月21日、CBSソニー） - 伍代夏子とデュエット
- 「おまえがいれば」（1994年11月21日、日本コロムビア）
  - ハウス食品「細打名人」CFイメージソング。作詞は秋元康
- 「魔笛-まほうのふえ」（1998年12月9日、東芝EMI）
  - 朗読を担当。台本は如月小春。

### 漫画原作
光文社の漫画雑誌ジャストコミックで、以下の連載の原作を手がけた。
- 『おーっとフル・タッチ』（1984年、作画・小林よしのり） - 古舘の自伝・兼・プロレスラー列伝的なエッセイ漫画。
- 『スープレックス山田くん』（1985年、作画・国友やすゆき） - 当時新日の若手だったあるレスラーを主人公とした漫画。架空の女性記者との恋愛が描かれるなど、フィクション色が強い。

## 学術活動
- 立教大学客員教授（2019年 - ）

## 古舘語録
自らの実況スタイルを「亜流」と称するように、数々のキャッチコピーを編み出した。あらかじめ考え抜いた言葉を幾つも用意し、本番に臨んでいる。特に地方会場からの実況の場合を中心に、その土地にちなむ歴史、偉人、産業などの紹介をしそれを登場しているプロレスラーや技などにこじつけて実況するのも古舘流。特にCMに入る前に話す「この番組は金太郎の足柄山で有名な南足柄市市立体育館より実況生中継でお送りしております」などは恒例。
また、新日本プロレスがメキシコ遠征した際、『ワールドプロレスリング』で何試合も連続して実況を担当した古舘は、高地であるメキコ特有の暑さと息苦しさも手伝ってハイな状態となり、この時一度だけプロレス実況における「恍惚の極みに達した」と語っている。
海外に行った時は現地の文化などを織り交ぜた実況をし、メキシコだと「マヤ文明」、エル・カネックをアステカ帝国を混じえた「アステカのならず者」と称し、メキシコの試合会場「エル・トレオ、正式名称トレオ・デ・クワトロ・カミノス」など現地を紹介した。
プロレスやF1の実況ではレスラーやドライバーのキャッチコピーに『顔面』というフレーズを多用していた。
一時期、特別競輪（現在のGI）決勝戦実況を担当していた競輪でも、当時圧倒的な強さを誇った神山雄一郎に対して「捲り狼」、「太モモ四輪駆動」、「栃木（小山）のヘラクレス」などの異名を与えた。
自身を「しゃべる富士山大爆発」と称した。

### ワールドプロレスリング
レスラー
- アントニオ猪木 - 「燃える闘魂」「不滅の闘魂」「落日の闘魂」
- 坂口征二 - 「荒鷲」
- 藤波辰巳 - 「リアーチェのブロンズ像の様な肉体（均整の取れた筋骨隆々の肉体から）」「マッチョドラゴン」
- 長州力 - 「革命戦士」「（長髪から）由井正雪を彷彿とさせる」「放浪の若志士」
- 木村健悟 - 「稲妻戦士」「貴公子」「新日ニューリーダーズ」
- 藤波辰巳・木村健悟 - 「新日ニューリーダーズ」
- キラー・カーン - 「戦うモンゴリアン」「アルバトロス殺法」
- マサ斎藤 - 「戦う鍾馗様」
- グラン浜田 - 「小さな巨人」「マリポーサ殺法」
- タイガーマスク - 「スーパーアイドル」
- 小林邦昭 - 「虎ハンター」「戦うクロコダイル・ダンディ」
- 藤原喜明 - 「問答無用の仕事師」「UWFのカダフィ大佐」「UWFの辻斬り喜明」「顔面ダルマ大師」「顔面リアス式海岸」「まむし男」
- 木戸修 - 「いぶし銀のポーカーフェイス、今日も髪型が決まっています」
- 星野勘太郎 - 「空飛ぶ弾丸」
- 山本小鉄 - 「鬼軍曹」「豆タンク」
- ザ・コブラ - 「謎のアストロノーツ」「毒蛇」
- ジョージ高野 - 「褐色の貴公子」「鋼鉄のスプリング・ボード」
- 高野拳磁 - 「人間バズーカ砲」
- 前田日明 - 「スパークリング・フラッシュ」「キックの千手観音」「黒髪のロベスピエール」「肉体のローマ式戦車」「UWFの危険な太もも」「UWFの若大将」
- 高田延彦 - 「青春のエスペランサ」「UWFのジェームズ・ディーン」「わがままな膝小僧」「地獄のタップダンサー」「殺戮微熱青年」
- 山崎一夫 - 「戦う青年将校」
- ラッシャー木村 - 「テトラポッドの美学」「崖っぷち部隊のドン」
- アニマル浜口 - 「斬り込み隊長」
- 寺西勇 - 「哀愁のオールバック」
- ラッシャー木村・アニマル浜口・寺西勇 - 「新国際軍団」「はぐれ国際軍団」
- 越中詩郎 - 「人間サンドバッグ」「戦う起き上がり小法師」「戦う七転び八起き」「戦う七転八倒」「紺屋の白袴」
- 武藤敬司 - 「スペース・ローンウルフ」
- 橋本真也 - 「闘う渡辺徹」
- 若松市政 - 「地獄の御茶ノ水博士」「悪のおせっかい」「悪の正太郎君」「悪の羊飼い」
- マシーン軍団 - 「増殖マシン軍団」「戦う金太郎飴軍団」
- ミスター・ポーゴ - 「悪のお化粧上手」
- ドン荒川 - 「前座の力道山」「ひょうきんプロレス」
- アンドレ・ザ・ジャイアント - 「大巨人」「人間山脈」「1人というにはあまりにも巨大すぎ、2人というには人口の辻褄が合わない!」「ひとり民族大移動」「太平洋をひとまたぎ」「現代のガリバー旅行記」「動く大陸」「戦うギネスブック」「2階からのヘッドバット」
- ハルク・ホーガン - 「超人」「現代に甦ったネプチューン」「美しき殺人兵器」
- ダイナマイト・キッド - 「爆弾小僧」「カミソリファイター」
- デイビーボーイ・スミス - 「筋肉の終着駅（これ以上の筋肉の隆起は無い→終着点）」
- キングコング・バンディ - 「マシュマロマン」「戦うひよ子のお菓子」「戦う白ナガスクジラ」
- ブルーザー・ブロディ - 「インテリジェンス・モンスター（元新聞記者という経歴と独自のプロレス哲学を持つことから）」「マンハッタン・ターザン」
- ディック・マードック - 「狂犬」「テキサススーパーロデオマシーン」「ビッグ・テキサン」「牛殺しテクニック」「バイオレンス・カウボーイ」
- ブラック・タイガー - 「暗闇の虎」「漆黒の虎」
- ローラン・ボック - 「地獄の墓掘り人」
- エル・カネック - 「アステカのならず者」
- クラッシャー・バンバン・ビガロ - 「刺青獣」「ビア樽モンスター」
- マスクド・スーパースター - 「流星仮面」「顔面プラネタリウム」「マットという小宇宙空間に実在したブラックホール」「一人ジャコビニ流星群」「匿名希望のマスクマン」
- コンガ・ザ・バーバリアン - 「筋肉の東京モード学園」
- アドリアン・アドニス - 「暴走狼」「戦うビッグ・アップル」「ニューヨークの一級品」
- ジミー・スヌーカ - 「筋肉のモビルスーツ」
- ケリー・フォン・エリック - 「鉄の爪」「手のひらエイリアン」
- キューバン・アサシン - 「キューバの暗殺者」
- ストロング・マシーン2号 - 「殺戮メカ・スクランブル発進、コンコルド逆噴射」
- マッド・マックス - 「肉体天変地異」

技名
- アントニオ猪木 - 「延髄斬り」
- 藤波辰爾 - 「ドラゴン・ロケット」「ドラゴン・スープレックス・ホールド」「ドラゴンスクリュー」「ドラゴン・スリーパー」「ドラゴン・バックブリーカー」
- タイガーマスク - 「タイガー・スープレックス・ホールド」「スペース・フライング・タイガードロップ」「ラウンディング・ボディプレス」「ローリング・ソバット」
- 木村健吾 - 「雪崩式ブレーンバスター」「稲妻レッグラリアート」「トライアングル・スコーピオン=足あやとり殺法」
- グラン浜田 - 「マリポーサ殺法」「トペ・スイシーダ」
- キラー・カーン - 「アルバトロス殺法」「モンゴリアン・チョップ」
- 長州力 - 「リキ・ラリアット」
- マサ斎藤 - 「捻りを加えたバックドロップ」
- 木戸修 - 「キド・クラッチ」
- 前田日明 - 「7色スープレックス」
- 小林邦昭 - 「フィッシャーマンズ・スープレックス」
- 武藤敬司 - 「スペース・ローリング・エルボー」
- スーパー・ストロング・マシン - 「魔神風車固め」
- スタン・ハンセン - 「ウエスタン・ラリアット」
- アンドレ・ザ・ジャイアント - 「2階からのヘッドバッド」「18文エキゾセミサイル」
- ディック・マードック - 「子牛の焼印押し」
- マスクド・スーパースター - 「フライング・スリーパー」
- ブルーザー・ブロディ - 「キングコング・ニードロップ」
- 2人がかりの攻撃 - 「地獄のツープラトン」「地獄のランデブー」「太鼓の乱れ打ち」

その他
- 「戦いのワンダーランド」
- 「闘いのカタルシス」
- 「衝撃の6.2蔵前」（1983年6月2日蔵前国技館でアントニオ猪木がハルク・ホーガンのアックスボンバーで失神KO負けして救急車で運ばれた）
- 「デ・ファジオ・メモリアル」（WWFジュニアヘビー級王座を初代王者ジョー・デ・ファジオにあやかり）

### 総合格闘技
- 吉田秀彦 - 「青畳の柔道戦士」「玉砕の金メダリスト」「内股ハリケーン」「立ち技コレクション」「寝技の福袋」
- ボブ・サップ - 「青梅のような脳天」「地球規模のタイマン勝負」「ひとり定員オーバー!」「無類の強さはIQの高いゴリラ!無類の可愛さ愛嬌は陸上のタマちゃんか!」「銀行のATMまで破壊するショベルカー」「この肉体は輸入禁止だ!戦うワシントン条約違反だ!」「筋肉の二世帯住宅」
- ジェロム・レ・バンナ - 「筋肉のワインセラー」
- アントニオ・ホドリゴ・ノゲイラ - 「リオの絞め殺し屋」「皆殺しのサンバ」「リオの関節カーニバル」「魔性の格闘アメーバ」
- 安田忠夫 - 「闘う人間ドキュメンタリー」
- ミルコ・クロコップ - 「格闘処刑人」「蹴りの24時間営業」「クロアチアの首都ザグレブに身重の新妻を残しての闘いだ!まさに闘う出稼ぎ!蹴りの単身赴任」「素足の辻斬りマフィア!」「クロアチアのかまいたち」「ハイキック原理主義者」「蹴りの一輪挿し」[74][75]
- ドン・フライ - 「暴走するマシンガン、全身がマシンガン」「修羅場の渡世人」「戦うロードムービー」
- シリル・アビディ - 「父なる喧嘩、母なる乱闘」
- ヤン・"ザ・ジャイアント"・ノルキヤ - 「まさに二階からノルキヤ!」
- 佐竹雅昭 - 「オタクと空手の人間交差点」
- 藤田和之 - 「闘魂一番搾り」「日本のボス猿」
- 高山善廣 - 「金髪のナマハゲ」
- 桜庭和志 - 「戦いのシックスセンス」「容赦なきベイビーフェイス」

### F1
ドライバー
- アイルトン・セナ - 「音速の貴公子」「白昼の流れ星」「風の中の貴公子」「ポールポジションの狩人」「生まれついてのポール・シッター」「コクピット内の千手観音」「音速の失恋レストラン」「セナはセナの持ち腐れ状態」「パワード・バイ・ホンダ、スピリット・バイ・セナ」「F1アマデウス」
- アラン・プロスト - 「プロフェッサー」「ステアリングを握ったアインスタイン」「勝ちゃあいいんだ走法」「微笑み黒魔術」「F1詰め将棋」「カルタ取り名人」「F1勝利の方程式」「偏差値走法」「起承転結走法」「チャート式F1」「タイヤに優しく、風と仲良し」「チェックメイト理論」「腕前はフランス四星レストラン」「クルマに優しいヌーベル・キュイジーヌ走法」「つかず離れず走法」「プロストのシフトレバーはアイスピックでできてますから」「F1時事放談」「毒舌フルオートマ」「リスクマネジメントの帝王」「心にブレーキを持つ男」[76]「サーキットのナポレオン」「人間ブラックボックス」「生身の半導体」
- アイルトン・セナ vs アラン・プロスト - 「セナプロ対決」[76]
- ナイジェル・マンセル - 「荒法師」「暴れん坊将軍」「オレを誰だと思ってるんだ走法」[76]「人間ドーベルマン」「イギリスの愛すべき息子」「パッシングの帝王」「チェッカーの狩人」「マンセル風と共にぶっちぎりで去りぬ」「雄叫びヒットマン」「UFOに乗った原始人」[76]「走るアドレナリン」「命知らずの切り込み隊長」「逆噴射男」「ライオン」「ライオン丸」「ライオン・ハート」「ライオン・リターン」「インディの鬱憤晴らし」「帰ってきたブルータス」「アメリカからの逆移民」「戦慄のライオンキング」「懐かしの一人ウッドストック」「デジタル世代に唯一のアナログドライバー」「ドッグファイトの帝王」「無冠の帝王」[77]「サーキットのターミネーター2」
- ゲルハルト・ベルガー - 「地獄からの帰還兵」「第二のニキ・ラウダ」「私生活のワールドチャンピオン」「女好きのチロリアン」[76]「スピードと快楽のシンドバット」「F1界のエロティカ・セブン」「勝利のナンパ師」「運転手はセナ、車掌はベルガー」「横断歩道は気をつけて渡ってもらいたい」「セナがバラならば、ベルガーはその脇役のかすみ草」[76]「陽気な浮浪雲」
- アンドレア・デ・チェザリス - 「サーキットの通り魔」「犬も歩けばチェザリスにあたる」[76]「走る解体屋」「スピードのセクハラ男」[76]「人間スクラップ工場」「クラッシュキング」「ローマの野良犬」「無法者」「乱暴者」「ファンキーモンキーチェザリス」[76]「サーキットの問題児」「サーキットの瞬間湯沸かし器」
- ネルソン・ピケ - 「スピードと女の漂流者」「自由人」「華麗なる住所不定男」「世界一のホームレス」「走る必殺仕事人」「やる気の旧人類」「36歳の少年」[78]「サーキットのミック・ジャガー」
- ネルソン・ピケ＆ロベルト・モレノ - 「F1ランバダ・ブラザーズ」
- リカルド・パトレーゼ - 「史上最強のセカンドドライバー」「錆びない鉄人」「サーキットの皆勤賞男」「ミスター・セカンドドライバー」「二百戦練磨」「史上最強の脇役」「F1勤労感謝の日」「走る局アナ」「F1界の村田兆治」「F1界の縄文式土器」「偉大なる平凡」[76]「F1マカロニウェスタン」「ウィリアムズ家のマスオさん」「グランプリの生き証人」
- ミハエル・シューマッハ - 「ドイツ自動車王国の申し子」「背後霊はメルセデスベンツ」「ターミネーター」「F1ティラノサウルス。凶暴なまでの走り」「一人恐竜戦隊」「一人電撃部隊」「一人忍者戦隊カクレンジャー」「人間ユンケル、走るリポビタンD」「F1ドラゴン」「史上最強の若僧」「機動戦士シューマッハ」「ワイルドセブン」「出る杭は打たれ強い」「顔面ケルン大聖堂」「顔面大倉山シャンツェ」「顔面ロマンチック街道」[76]「顔面ザウス」「顔面アウトバーン」「顔面三浦半島」「顔面ムーンウォーク」「音速のブレードランナー」「スピードの無礼講」
- 中嶋悟 - 「納豆走法」「粘り納豆走法」「F1遣唐使」[76]「スポンサーは剃刀走りっぷりは日本刀の切れ味」「サーキット界のジョン万次郎」「走る早川雪洲」
- 鈴木亜久里 - 「ネオジャパネスク」「サーキットのアーバンカウボーイ」「F1日本大使館、走るJISマーク」「F1エキゾチック・ジャパン」「日本のスピード・ボーイ」「走る有言実行男」「不屈のポジティブシンキング」「走るメンズ・ノンノ」[76]
- 片山右京 - 「張り子の虎走法」「F1一寸法師」「しゃかりき右京」「赤べこ走法」「体当たり走法」「ゼロ戦走法」「サーキットの伊能忠敬」「日大三高が生んだヒーロー」「F1アトム」
- 鈴木利男 - 「究極のソース顔」「ソース顔の38歳」「顔面グループサウンズ」「プロストと同い年の新人」「世界に伸びるF1埼京線」
- 野田英樹 - 「F1受験生」
- 井上隆智穂 - 「F1駅前留学」
- デイモン・ヒル - 「才能の遺産相続人」「親はなくとも子は走る」「守護霊走法」[76]「上底の栄光」「顔面ジョージ・ハリスン」「F1界の中井貴一」
- マイケル・アンドレッティ - 「顔面ビッグマック」「顔面オーバルコース」「走るマクドナルド」「一人インディ」「F1若葉マーク」
- ジャンニ・モルビデリ - 「F1界の伊達男」「イタリアのトビウオ」「イタリアのバイク少年、あこがれのブランドはモルビデリ」[76]
- ルネ・アルヌー - 「妖怪通せんぼジジイ」「F1界の意地悪じいさん」「走るシケイン」
- ミケーレ・アルボレート - 「走るロマンスグレー」「F1現役博物館」[76]「F1若年寄」「目を閉じれば瞼の跳ね馬」「F1お遍路さん」「去年の周回数の帝王」
- ティエリー・ブーツェン - 「振り向けばブーツェン」「忘れたころのブーツェン」「F1パイロットの生徒会長」「優しき大木」「コンクリート走法」
- ティエリー・ブーツェン＆リカルド・パトレーゼ - 「F1界のWink」
- ジャン・アレジ - 「サテライトクルージング走法」「道は星に聞け」「フェラーリをロデオする男」「紅のミケランジェロ」「F1ストレス王（フェラーリストレス王）」「アビニョンのハマコー」「一人ダイ・ハード」「ラテン快楽走法」「ベータ・エンドルフィン走法」「怒りのタバスコ走法」「シャンゼリゼの白馬童子」「コンパの一気飲み走法」「F1ボルサリーノ」
- ミカ・ハッキネン - 「走る一人ウィーン少年合唱団」「サンタクロースの国からやって来たF1優等生」[76]「空飛ぶフィンランド人」「北欧の貴公子」「顔面白夜」「男セーラームーン」「元祖ミカ」「白夜のスピード忍者」「ラップランドの狼」「ツーペダルのゴーカート走法」「北欧のサーキット詩人」
- ジョニー・ハーバート - 「サーキットの大道芸人」「F1ひょうきん男」「栄光のたらい回し」[76]「不死身のスーパールーキー」「ハイテクロビンフッド」「試練を陽気に笑って乗り越える男」「責め際のムードメーカー」「不敵な新人」「炎のランナー」
- ミカ・ハッキネン＆ジョニー・ハーバート - 「F1ライト兄弟」
- マーティン・ブランドル - 「パドックに敵なし」「F1ダークマン」「F1公務員」「F3時代はセナの影法師」「走る万年副操縦士」「走る新橋のサラリーマン」「ジャガーの秘密兵器」「いぶし銀」
- マーク・ブランデル - 「顔面バッキンガム宮殿」[76]「走るビッグベン」「イギリスのセントバーナード」[76]「サーキットの武道派（イギリスの武道派）」「人間コンボイ」「ロンドンの野獣」「顔面ヘルメット」
- マーティン・ブランドル＆マーク・ブランデル - 「F1界の峰竜太と竜雷太」「F1界の柏原芳恵と榊原郁恵」「マーティン・ブランドルとマーク・ブランデル。実況アナウンサーをバカにしてるのか」
- エディ・アーバイン - 「走るイエローカード」「一人IRA」「F1テロリスト（無差別テロリスト）」「情緒不安定男」「F3000魂も怖いものがあります!!」「スピードの逆輸入」「イギリスの駐日大使」「F1界のチーマー」「走るウォンテッド」
- デレック・ワーウィック - 「F1界の二谷英明」「走る英国屋」「年代物のプレミアム走法」「骨太イギリス人」「サーキットのシャーロック・ホームズ」「F1界のローレンス・オリヴィエ」「F1おきあがりこぼし」
- アレッサンドロ・ザナルディ - 「ザナルディ。この男は要注意人物」「走る二重人格」「イタリアの火薬庫」「ロータスのデンジャラス系」「横浜中華街のようだ」「ひしめく暴れ屋」
- クリスチャン・フィッティパルディ - 「F1貴花田」「顔面トム・クルーズ」「顔面フェロモン」「F1華麗なる一族」「走るダイヤモンド」「ヘルメットの王子様」
- J.J.レート - 「北欧の暴走族」「走るプレッピー野郎」「かっとびレート」「ドライブデート走法」「前歯がビーバー」「F1ファイヤーストリート」
- アレックス・カフィ - 「F1界の加勢大周」「走るミラノ・コレクション」
- ステファノ・モデナ - 「シャイなイタリアン」「根暗なイタリアン」「ラテンのスピードおたく」「サーキットの性格俳優」
- ピエルルイジ・マルティニ - 「ミスター・ミナルディ」「プチ・プロスト」「地中海のファイター」「F1界のマイケル・J・フォックス」
- アレッサンドロ・ナニーニ - 「顔面エスプレッソ」「イタリアの彦星」「F1界のフラメンコダンサー」「極彩色の伊達男」
- イヴァン・カペリ - 「スピードはイタカジ、スピリットは天才肌」「レイトンの天才トムソーヤ」「イタリアのダスティン・ホフマン」
- マウリシオ・グージェルミン - 「不死身のマッチョマン」「F1界のトライアスリート」「ブラジルの健康優良児」
- オリビエ・グルイヤール - 「周回遅れの天才ブロッカー」「ミラーを見ない男」「妖怪油すまし」「シャンゼリゼのストリートキング」「顔面スフィンクス」
- ファブリツィオ・バルバッツァ - 「F1北京原人」「素顔の獅子舞」「顔面モザイク男」「顔面サファリパーク」
- ガブリエル・タルキーニ - 「F1お祭り男」「スパイダーマンが好きで、ヘルメットのカラーリングにしてしまうあたりがいかにもF1ドライバーらしいところ」「F1界の松山千春」
- ヤニック・ダルマス - 「スピードのレトロ状態」「走るあの人は今シリーズ」
- フィリップ・アリオー - 「F1界の鹿賀丈史」「フランス政府御用達ドライバー」
- エディ・チーバー - 「気まぐれカウボーイ」
- ジョナサン・パーマー - 「フライング・ドクター」
- ニコラ・ラリーニ - 「顔はコアラ、心はタイガー、サーキットのムク犬」「イタリアンボーイズ」
- ベルトラン・ガショー - 「負けず嫌いのおぼっちゃまくん」「わがままコスモポリタン」「ECヨーロッパ共同体の御曹司」
- カール・ヴェンドリンガー - 「ホームストレート眉毛」「眉毛の一筆書き」「人間メルセデス」「ドライバーの登録商標」「ザウバーの人間ロケット」
- エリック・コマス - 「縁の下の走り屋」「F1ツール・ド・フランス」
- ルーベンス・バリチェロ - 「サーキットの末っ子」「フライング・キッズ」「ブラジル国家一押しの輸出品」「F1天然素材」
- デビッド・ブラバム - 「F1界の長嶋一茂」「スピードの二世帯住宅」「ゴールドコーストのお坊ちゃま」「あすなろ戦士」
- エリック・ベルナール - 「髪型は西洋のパンチパーマ」「ポン・ヌフの走り屋」
- ペドロ・ラミー - 「音速のフランシスコ・ザビエル」「リスボン特急」「一人南蛮貿易」「言ったそばからラミー!」
- ハインツ＝ハラルド・フレンツェン - 「森脇学校の卒業生」「仇討ち走法」「勝手知ったる鈴鹿の庭」
- ヨス・フェルスタッペン - 「顔面ハウステンボス」「ベネトンの駆逐艦」
- ジャン＝マルク・グーノン - 「一人サルティンバンコ」
- オリビエ・パニス - 「F1堅実主義」「完走率No.1」
- フランク・ラゴルス - 「謎のフランス人」
- ミカ・サロ - 「もう一人のミカ」
- ポール・ベルモンド - 「勝手にしやがれ走法」「銀幕の御曹司」
- ジョバンナ・アマティ - 「F1小町」「動くシケイン」「セナよりも、マンセルよりも注目のニューカマー」

関係者
- ロン・デニス - 「F1界のドリー・ファンク・ジュニア」「F1界のフィル・コリンズ」
- フランク・ウィリアムズ - 「車椅子の闘将」「F1界の星一徹」
- フラビオ・ブリアトーレ - 「サーキットのニューゴッドファーザー」「フラビオマルチ商法」「F1界の城南電機の宮路社長」「スピードのマフィア」
- フラビオ・ブリアトーレ＆トム・ウォーキンショー - 「F1界のポパイとブルート」
- チェーザレ・フィオリオ - 「マラネロの仕事人」「跳ね馬の調教師」「イタリア・サルディニアのカダフィ大佐」「パフォーマンス将軍」
- ジョン・バーナード - 「ハイテク・ミケランジェロ」「F1界の丹下健三」
- ジャン・トッド - 「戦うテディベア」
- ギ・リジェ - 「政治力大魔王」「フランスの顰蹙大統領」
- ケン・ティレル - 「顔面厳窟王」「熟年ガリバー」「サーキットの足長おじさん」「顔面ジンベエザメ」「ティレルの校長先生」
- 後藤治 - 「ホンダの戦う係長」
- ケケ・ロズベルグ - 「サーキットのリエママ」

チーム・エンジン
- ウィリアムズ・ルノー - 「走るドーバー海峡」「F1軍事大国」「最強のアングロ・ラテン同盟」
- マクラーレン・ホンダ - 「マクラーレン退屈シンドローム」「潤沢な資金と無駄のない管理体制、まさにF1界の西武球団」
- スクーデリア・フェラーリ - 「情熱のラテン民族同盟」「人間万事塞翁が跳ね馬」「F1界のピサの斜塔」
- ベネトン - 「極彩色のスタイリスト」「走る熱帯魚」「F1野党第一党」
- チーム・ロータス - 「彷徨える名門」「ラクダを失った砂漠の旅人」「ポポンS走法」「スピードの再生事業団」「ミュージックフェア走法」「イギリスの没落貴族」
- ティレル・ヤマハ - 「走る英和辞典」
- リジェ - 「フランスの無駄遣いチーム」
- ラルース - 「フランスの少数民族」「ニッポン資本のフランス料理店」[76]
- ジョーダン・グランプリ - 「走る葉緑素」「音速の光合成」「F1界のエコノミー・クラス」「走るグッドデザイン賞」
- ザウバー - 「大ドイツ鉄の軍団」「鉄仮面の新人」「追い詰められて壇ノ浦」「メルセデスベンツの偵察衛星」
- ホンダ - 「青山一丁目の伝説」
- 無限ホンダ - 「ホンダエンジンの残り香」
- マーチ（レイトンハウス） - 「スピードの青色申告」「走るワンレン・ボディコン」
- フットワーク（アロウズ） - 「F1日本大使館」
- コローニ - 「水平対向エンジンで対抗する、スバルコローニ!」
- ミナルディ - 「イタリアンクール・ランニング」「イタリアの助け合い運動」[76]
- ミナルディ・フェラーリ - 「フェラルディ」
- ダラーラ（スクーデリア・イタリア） - 「ムラっ気の飛ばし屋軍団」「跳ね馬の金看板を背負ったからには、周回遅れは許されない!!」
- ローラ・フェラーリ（スクーデリア・イタリア） - 「F1ウナギイヌ」
- シムテック - 「未確認走行物体」「F1インディーズレーベル」
- フェラーリV12エンジン - 「ハイテク・カンツォーネ」
- ホンダV10エンジン - 「ホンダV10シンフォニー」
- マクラーレンのピットクルー - 「マクラーレン・イリュージョン」[76]
- フェラーリのピットクルー - 「フェラーリ・マジック」[76]「マラネロの仕事人達」
- ベネトンのピットクルー - 「ウルトラマンのような、ダダのような」[76]

その他
- 今宮純 - 「F1界のおりも政夫」
- 森脇基恭 - 「F1界の若大将」
- 川井一仁 - 「F1界の梨元勝」「究極のF1オタッキー」
- 馬場鉄志 - 「セナ殺しの馬場」
- ピットクルー - 「オイルまみれのギャルソン」「サーキットの岸壁の母」「魚河岸」「朝市の賑わい」
- ポールポジション - 「指定席」
- トップ独走状態の車 - 「一人旅」
- 雨天レース - 「ウォータースクリーンバトル」
- スペシャルガソリン - 「エルフの吟仕込」「シェルの一番搾り」
- アクティブサスペンション - 「音速のかに道楽」
- 二階層式リアウィング - 「メゾネット・ウィング」「段違い平行棒」
- オンボードカメラ - 「スピードの胃カメラ状態」
- 給油補給 - 「太い点滴状態」
- グッドイヤー vs ピレリ - 「アメリカンコーヒーとイタリアンエスプレッソの戦い」
- 白煙 - 「白いため息」
- モンテカルロ市街地コース - 「トンネルを抜けるとシケインだった」
- エストリル・サーキット - 「日光いろは坂」
- 鈴鹿サーキット - 「音速の一本道」「胸突き八丁130R!」「感動とストレスの曲がり角」「ステアリングとアクセルのジャムセッション」「高速の回り舞台」「度胸試しの放物線」
- ポルトガルGPとスペインGPの2レース - 「イベリア半島決戦」

### 筋肉番付
SASUKE（出場者）
- 山田勝己 - 「浪速のターミネーター」「浪速のブラックタイガー」「人生SASUKE」「仕事は失業中筋肉は24時間営業」「肉体の有機農法」
- 秋山和彦 - 「毛ガニはヤドカリ科であります」「ひとりカニ道楽」「筋肉と対話する頑固職人」
- 山本進悟 - 「油まみれの出世物語」「汗まみれの出世街道」「板橋中台インターの不死鳥伝説」「城北地域のカリスマ」
- 竹田敏浩 - 「おらが村の英雄伝説」
- 長野誠 - 「浪速の牛若丸」「甲板の軽業師」「潮風のアスリート」「人間のこの肉体が金比羅丸だ!」
- 大森晃 - 「浅井企画の運動中枢」
- 池谷直樹、畠田好章 - 「逆三角形の貴公子」
- 照英 - 「筋肉の東京コレクション」
- ニコラス・ペタス - 「青い目の極真魂」
- 岡田英二 - 「筋肉のリトル道場」
- 井上清美 - 「御前崎のジェリー・ロペス」
- 吉崎浩亮 - 「緑山オペラ座の怪人」
- 三浦英一 - 「板の上の軽業師」「地下足袋アスリート」
- 遊佐雅美 - 「渚のワンダーウーマン」
- 賀出雅崇 - 「うつ伏せの達人」
- 吉永克己 - 「SASUKE先生の肉体通信簿」

SASUKE（エリア）
- ローリング丸太 - 「筋肉の抱き枕」
- 揺れる橋 - 「アスリート嫌いの丘」「人間嫌いの橋」「揺れる小悪魔」
- そり立つ壁 -「人間ねずみ返し」
- ナロー - 「垂直の匍匐前進」
- 動く壁 - 「肉体の折れ線グラフ」
- スパイダーウォーク - 「人間折れ線グラフ」
- 五連ハンマー - 「ガリバーの日曜大工」「運命の連鎖反応」「肉体のだるま落とし」
- 逆走コンベア - 「肉体の回転寿司」「マッチョな赤ん坊状態」
- ウォールリフティング - 「力ずくの開けゴマ」「筋肉の序破急」「働き者の商店街」「鋼鉄の躙口」「マッスルアーケード」「大蛇の腹の中からの大脱出」
- プロペラ雲梯 - 「回るダイハード」
- アームバイク - 「生身の箱根登山鉄道」「剛腕ねこじゃらし」
- クリフハンガー - 「命懸けの握力測定」
- パイプスライダー - 「栄光の舞台への片道切符」「腕力の墓場」「腕力のブラックホール」

### 世界水泳
- 北島康介 - 「西日暮里の河童伝説」「都電荒川線」「又、世界が微笑んだ!」「時計は悪魔が作ったと言われます」[79][80]
- イアン・ソープ - 「一人無敵艦隊」「人間魚雷」「水中四輪駆動」「沈まないタイタニック」[79][80]
- イアン・ソープ vs ピーター・ファン・デン・ホーヘンバンド - 「世界中の水をトニックウォーターに変えて行くのでしょうか?」[80]
- マイケル・フェルプス - 「地上最強の初心者」[80]